# Dasychira gnava
Dasychira gnava är en fjärilsart som beskrevs av Swinhoe 1903. Dasychira gnava ingår i släktet Dasychira och familjen tofsspinnare. Inga underarter finns listade i Catalogue of Life.